# Johanna van Chiny
Johanna van Chiny (1205 - 17 januari 1271) was gravin van Chiny van 1226 tot haar dood in 1271, een land in het Rooms-Duitse Rijk. Zij was tevens gravin-gemalin van Loon.

## Levensloop

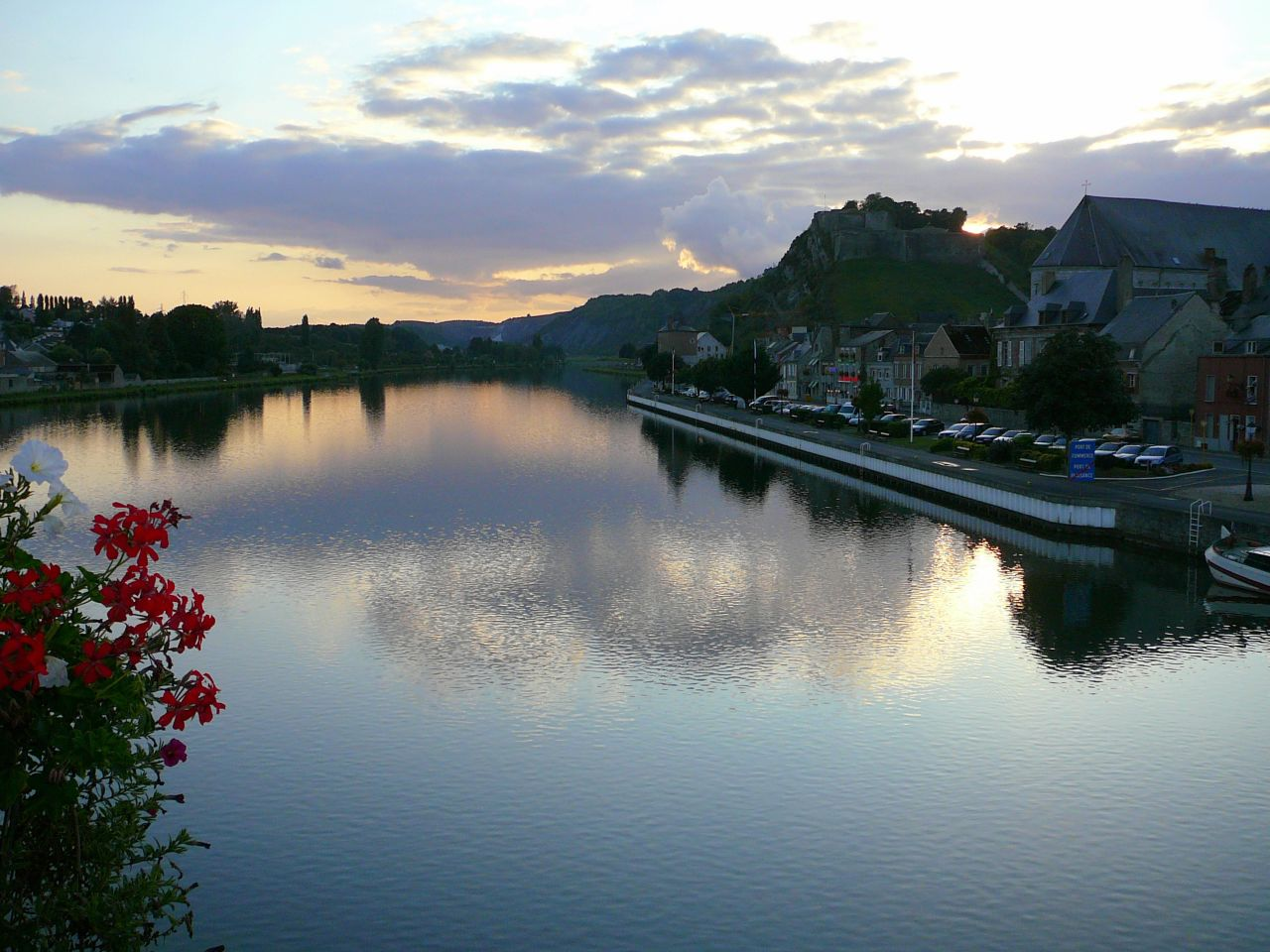
Givet aan de Maas, bruidsschat van Johanna

Johanna volgde in 1226 haar vader, de Herbertijnse Karolinger Lodewijk IV van Chiny, op bij diens dood. Haar moeder was Mathilde van Avesnes. Ze huwde tussen 1226 en 1229 met Arnold IV, graaf van Loon, waarop Arnold IV zich onmiddellijk ook graaf van Chiny ging noemen. Met het gravenhuis van Loon kwam de zogenaamde 2e dynastie in Chiny aan de macht, waarbij de 1e dynastie de tak Chiny binnen het Karolingisch Huis vormde. 
Johanna kreeg onder meer de dorpen Givet, Agimont en Embise mee als bruidsschat. Haar man Arnold ontruimde de grafelijk burcht in Chiny aan de Semois en koos voor een nieuwe hoofdstad, Montmédy, aan de meer toegankelijke rivier, de Chiers, een andere zijrivier van de Maas. De kroniekschrijver Alberik van Trois-Fontaines verhaalde hoe inquisiteur Conradus tijdens folteringen namen van andere ketters wilde ontfutselen en een gevangene de naam van gravin Johanna hierbij zou hebben laten vallen. Alberik van Trois-Fontaines ontkende echter in zijn werk dat Johanna een duivelaanbidder was en stelde dat de gevangene de naam van gravin Johanna had laten vallen in de hoop zelf vrij te komen.
Haar man Arnold IV overleefde haar, nadat zij op 17 januari 1271 was overleden. Op dat moment had het echtpaar al beslist welke zoon welk deel van het dubbelgraafschap Loon-Chiny zou krijgen. Hun zoon Lodewijk werd reeds in 1268 graaf van Chiny onder de naam Lodewijk V. Hun oudste zoon Jan werd in 1273 dan weer graaf van Loon.

## Gezin

wapenschild der unie van Loon (links: rood-gele stroken) en van Chiny (rechts: vissen van de Semois)

Het echtpaar had 10 kinderen en talrijke kleinkinderen. Te vermelden zijn de kinderen: 
- Jan, later graaf van Loon (1273-1279)
- Elisabeth, gehuwd met Thomas III van Coucy, heer van Vervins,
- Adelheid, gehuwd met Dirk II van Valkenburg
- Juliana, gehuwd met Nicolaas van Quiévrain
- Lodewijk V van Chiny, latere graaf van Chiny (1235-1299)